# Déclaration de Kono

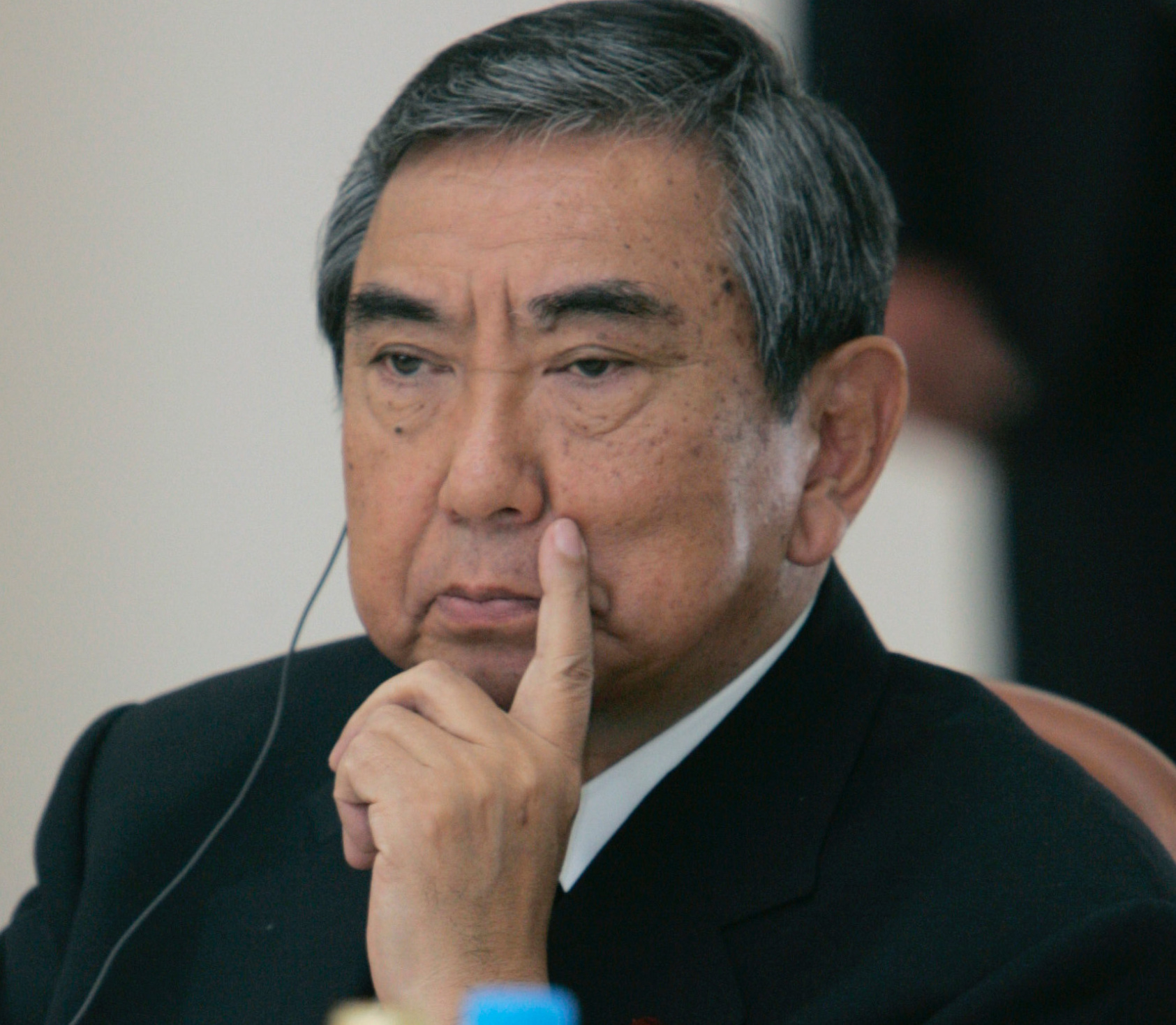
Yōhei Kōno en 2006.

La déclaration de Kono fait référence à la déclaration du 4 août 1993 publiée par le Secrétaire en chef du Cabinet, Yōhei Kōno, après la conclusion d’une étude du gouvernement qui a prouvé que l’Armée impériale japonaise forçait des femmes (connues comme « femmes de réconfort ») à travailler dans les maisons d'esclavage sexuel pendant la Seconde Guerre mondiale. 

## Description
Dans cette déclaration, Kōno reconnaît que « l'armée japonaise de l'époque était impliquée, directement ou indirectement, dans l’établissement et la gestion de « stations de réconfort » » et également que « le recrutement des « femmes de réconfort » était mené principalement par des recruteurs privés, agissant en réponse à la demande des militaires ». Il ajoute que « dans plusieurs cas, ces femmes étaient recrutées contre leur volonté par la persuasion et la contrainte, etc. » et que « des fois, le personnel administratif/militaire participait directement aux recrutements » et que ces femmes « vivaient dans la misère aux stations de réconfort dans une atmosphère de coercition ».
Son appel ultérieur pour une recherche historique et éducative est devenu la base pour traiter le sujet de la prostitution forcée dans les livres scolaires. Cela a aussi conduit à la création de l’Asian Women's Fund (en) qui a aidé et soutenu des femmes forcées à la prostitution pendant la guerre.

## Critiques
La déclaration a été critiquée par plusieurs conservateurs au Japon. On débat encore si la déclaration a affirmé que la contrainte a été utilisée directement par l’Armée impériale japonaise lors du recrutement et de la détention des femmes parce que le recrutement était censé être mené principalement par des agents de recrutement privés (coréens et japonais). Shinzō Abe, lors de son premier mandat en tant que Premier ministre en 2007, a déclaré qu'il ne croyait pas que les femmes aient été contraintes par l'armée japonaise à servir dans des bordels militaires.

## Vue d’ensemble
Une équipe d'étude de cinq membres, dont Ikuhiko Hata, et présidée par un ancien procureur général, Keiichi Tadaki (但木 敬一, Tadaki Keiichi), a étudié la déclaration de Kono. Un rapport intitulé « Les Détails des échanges entre le Japon et la Corée du sud concernant le problème des femmes de réconfort » (Asian Women Fund) a été soumis au Parlement japonais le 20 juin 2014 ; Yohei Kono a alors immédiatement émis une proclamation confirmant les conclusions du rapport, affirmant qu'il n'y avait rien pour lui à ajouter ou à enlever, et que tout dans le rapport était correct.